# Australian Journal of Crop Science
Australian Journal of Crop Science is een internationaal, aan collegiale toetsing onderworpen open access wetenschappelijk tijdschrift op het gebied van de landbouwkunde. De naam wordt in literatuurverwijzingen meestal afgekort tot Aust. J. Crop Sci. Het wordt uitgegeven door Southern Cross Journals en verschijnt tweemaandelijks. Het eerste nummer verscheen in 2008.